# Taso Mathieson
Thomas Alastair Sutherland Ogilvie Mathieson, detto "T.A.S.O.", noto anche con lo pseudonimo di Donald (Glasgow, 25 luglio 1908 – Vichy, 12 ottobre 1991), è stato un pilota automobilistico e scrittore britannico. In carriera ha ottenuto una vittoria di classe alla 24 Ore di Le Mans 1950 e alla Targa Florio 1952.

## Biografia
Taso era figlio di Thomas Ogilvie Mathieson e la sua famiglia possedeva l'azienda scozzese Alexander Mathieson & Sons che produceva utensili manuali. Nel 1947 ha sposato l'attrice francese di origini polacche Mila Parély, con cui rimarrà fino alla morte.

## Carriera
Taso iniziò a correre nel 1930, quando partecipò a una gara a Brooklands per Lagonda. Ottenne la prima affermazione all'ippodromo di Brooklands, dove vinse l'Easter Bank-Holiday BARC Open nel marzo 1932 su una Officine Meccaniche da 2,3 litri.
Nel biennio 1932-1933 ottenne tre vittorie al volante di vetture Bugatti e nel 1933 stabilì un nuovo record sul circuito del Mountain per la Classe E (vetture da 2 litri) nell’Addlestone Mountain Handicap, con una media sul giro di 116,11 km/h.
Nel 1934 contrasse la difterite e non fu in grado di partecipare ad alcuna gara fino al 1937, così la sua Bugatti fu guidata alcune volte da Chris Staniland.
Nel 1938 e nel 1939 partecipò alla 24 Ore di Le Mans, ma dovette ritirarsi in entrambe le situazioni.
Mathieson rimase attivo come pilota fino al 1955, quando un incidente lo costrinse al ritiro.
Morì nel 1991 dopo una lunga malattia all'età di 83 anni a Vichy, dove viveva dalla metà degli anni '70.